# Bühlertal
Bühlertal település Németországban, azon belül Baden-Württembergben. Lakosainak száma 8129 fő (2023. december 31.).

## Népesség
A település népessége az elmúlt években az alábbi módon változott:
| Lakosok száma | 7753 | 8325 | 8224 | 7712 | 7914 | 8382 | 8166 | 8124 | 7863 | 8129 |
|               | 1961 | 1967 | 1974 | 1980 | 1987 | 1993 | 2000 | 2006 | 2013 | 2023 |

Bühlertal
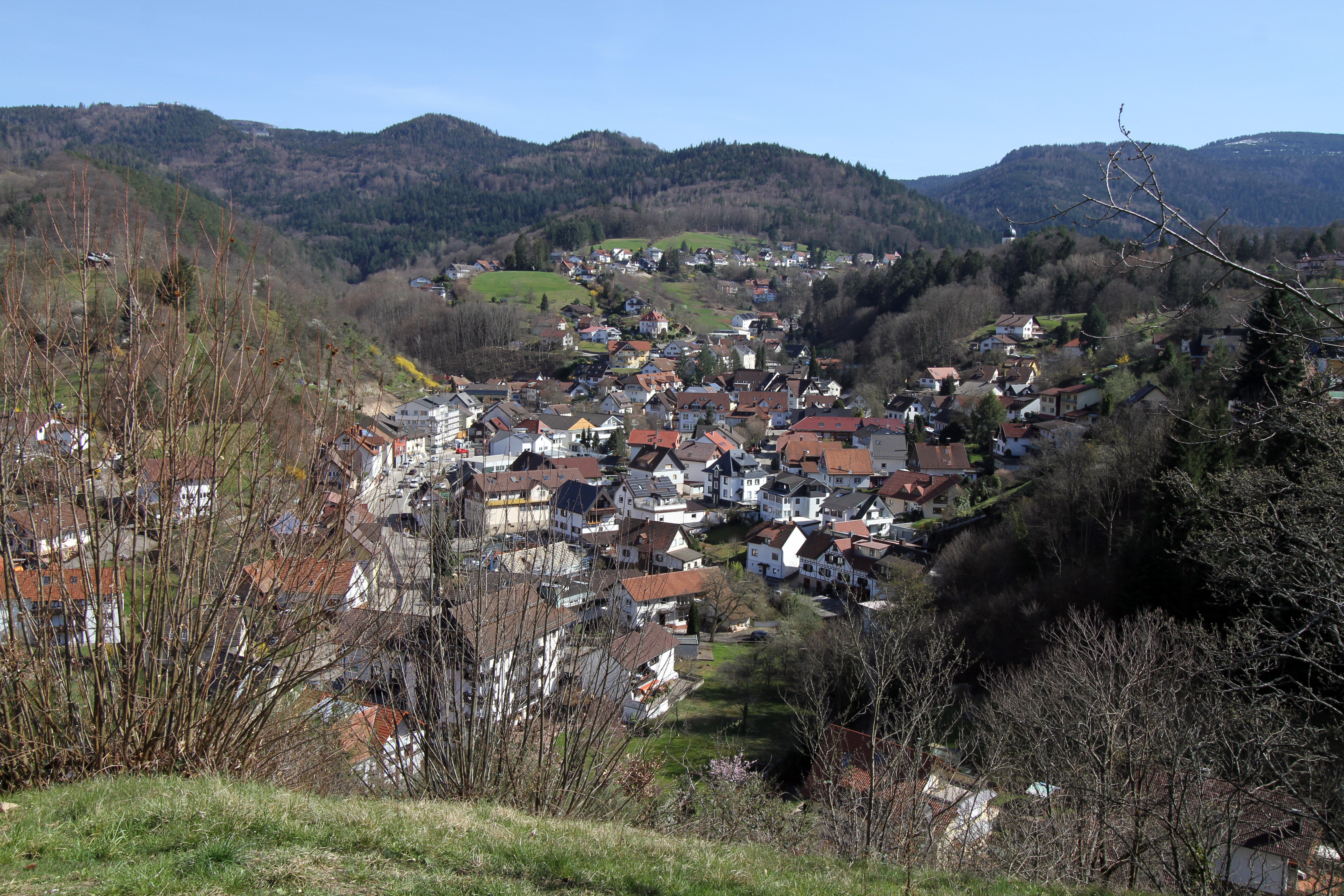
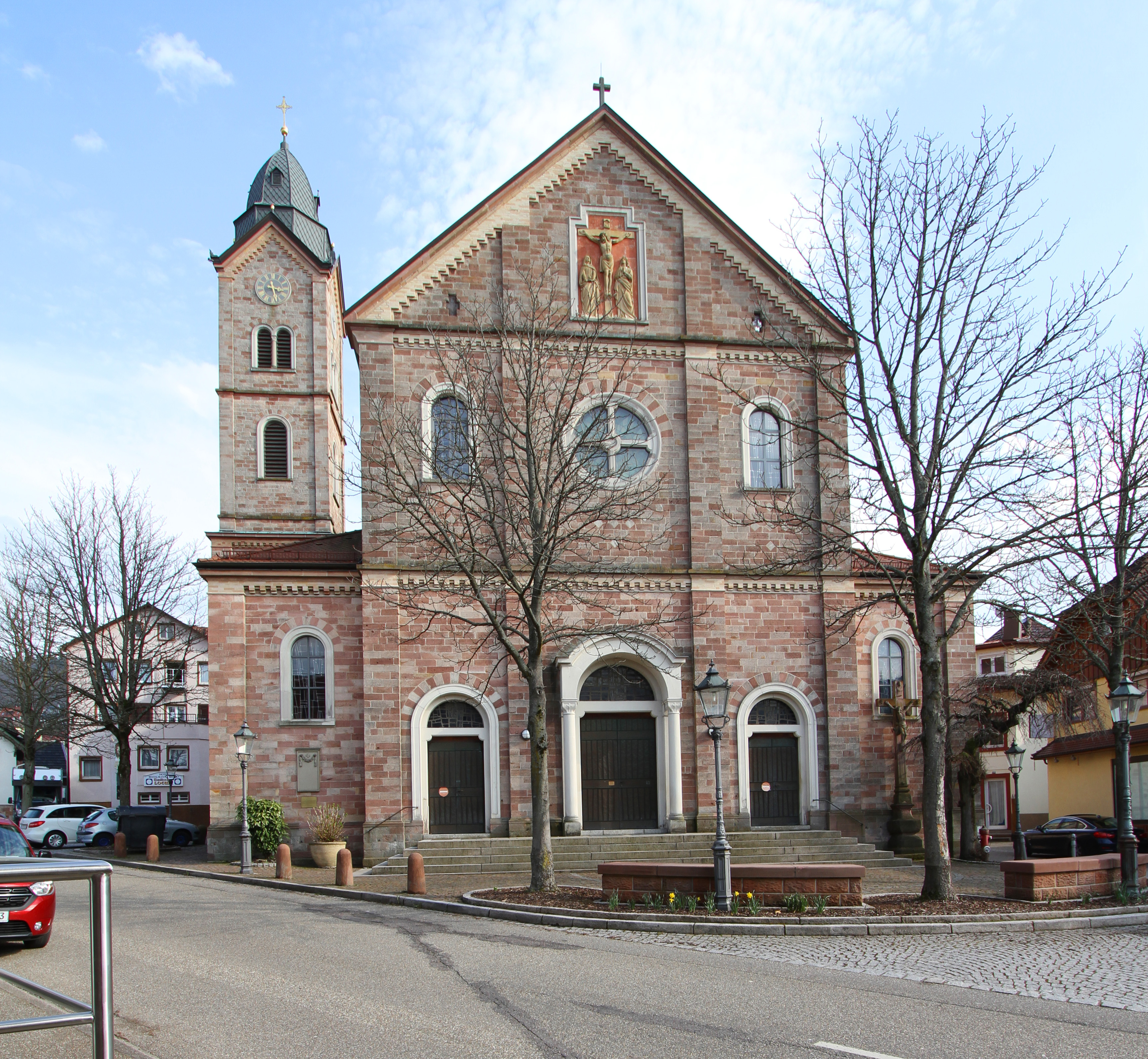
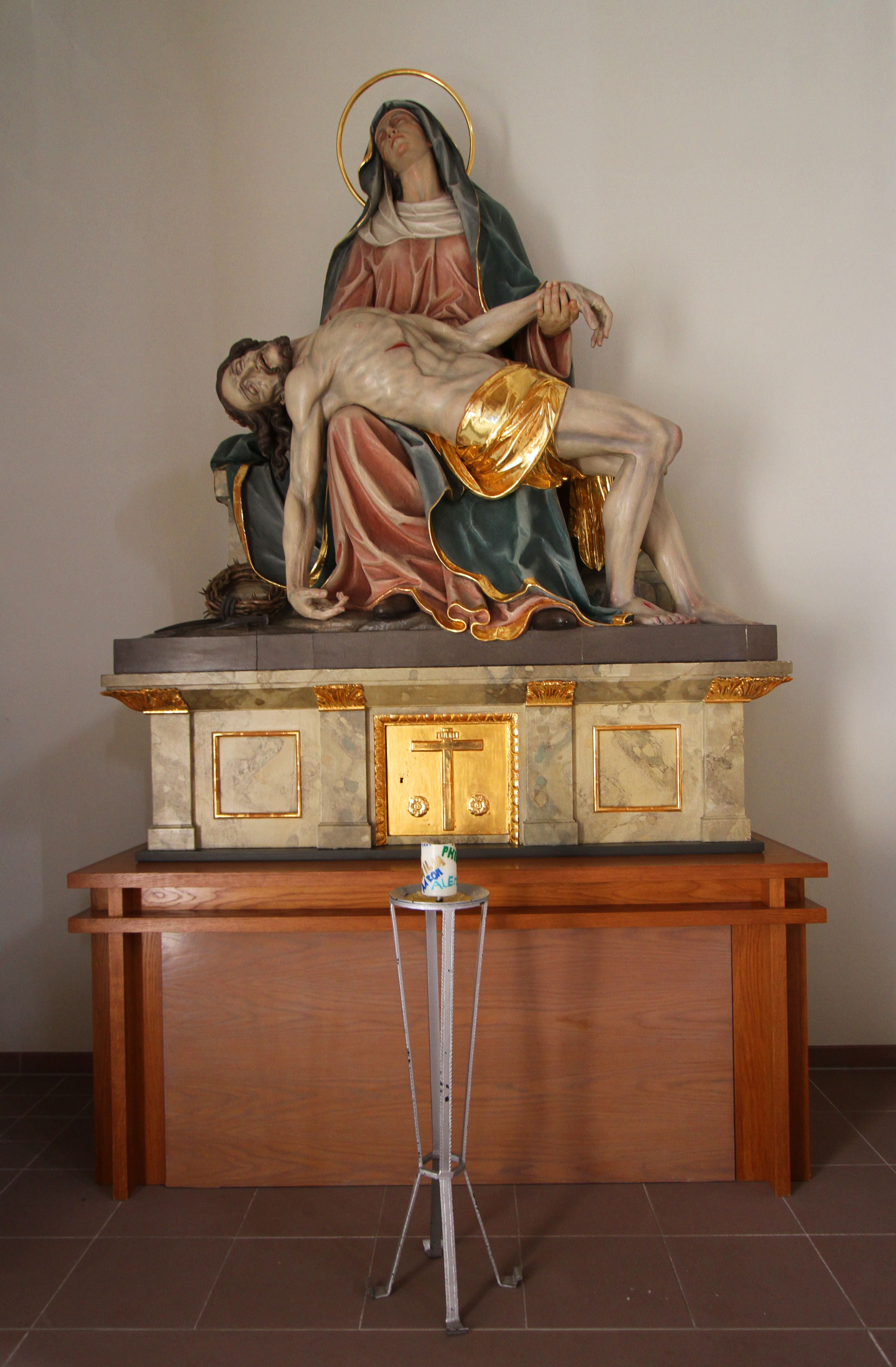
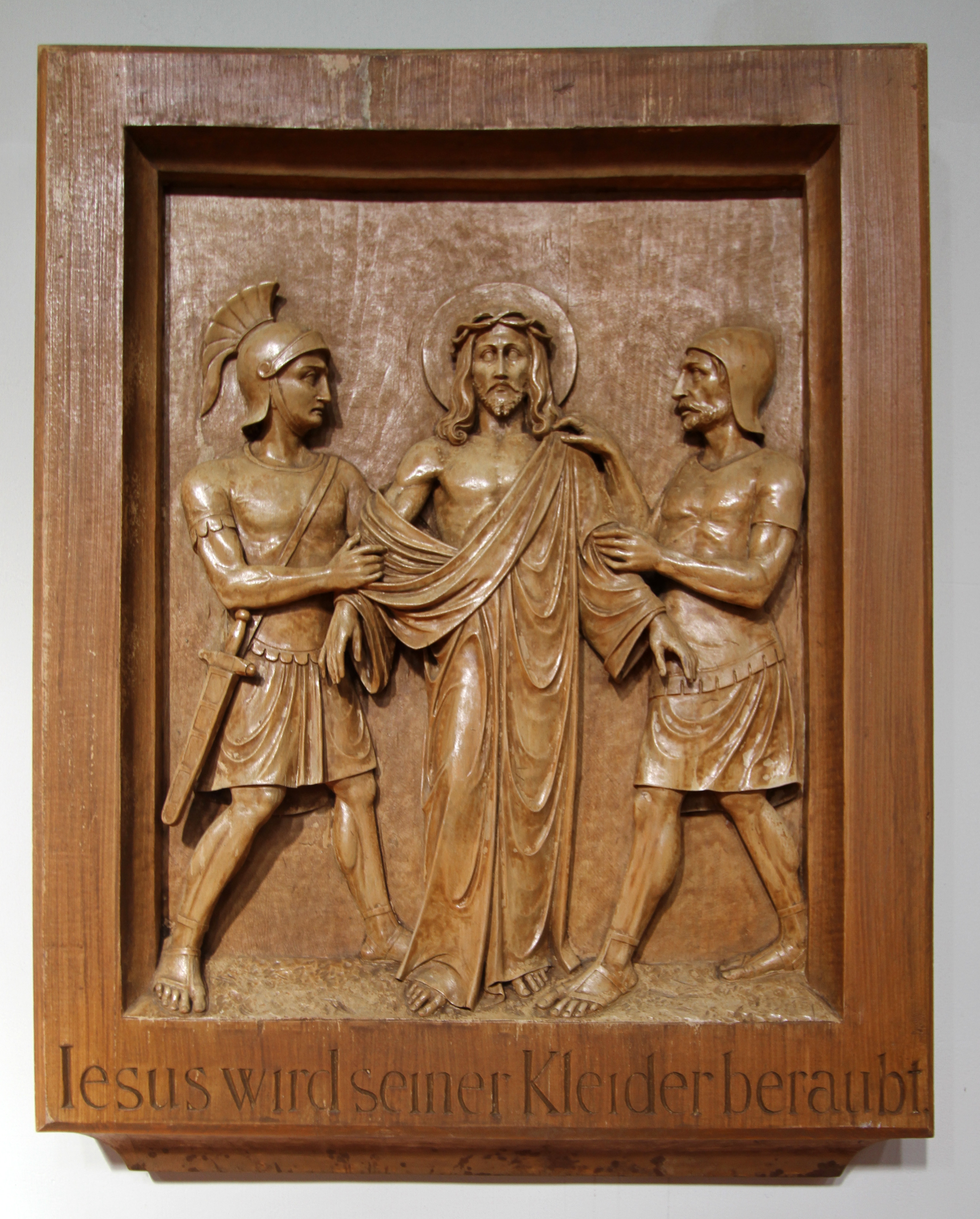
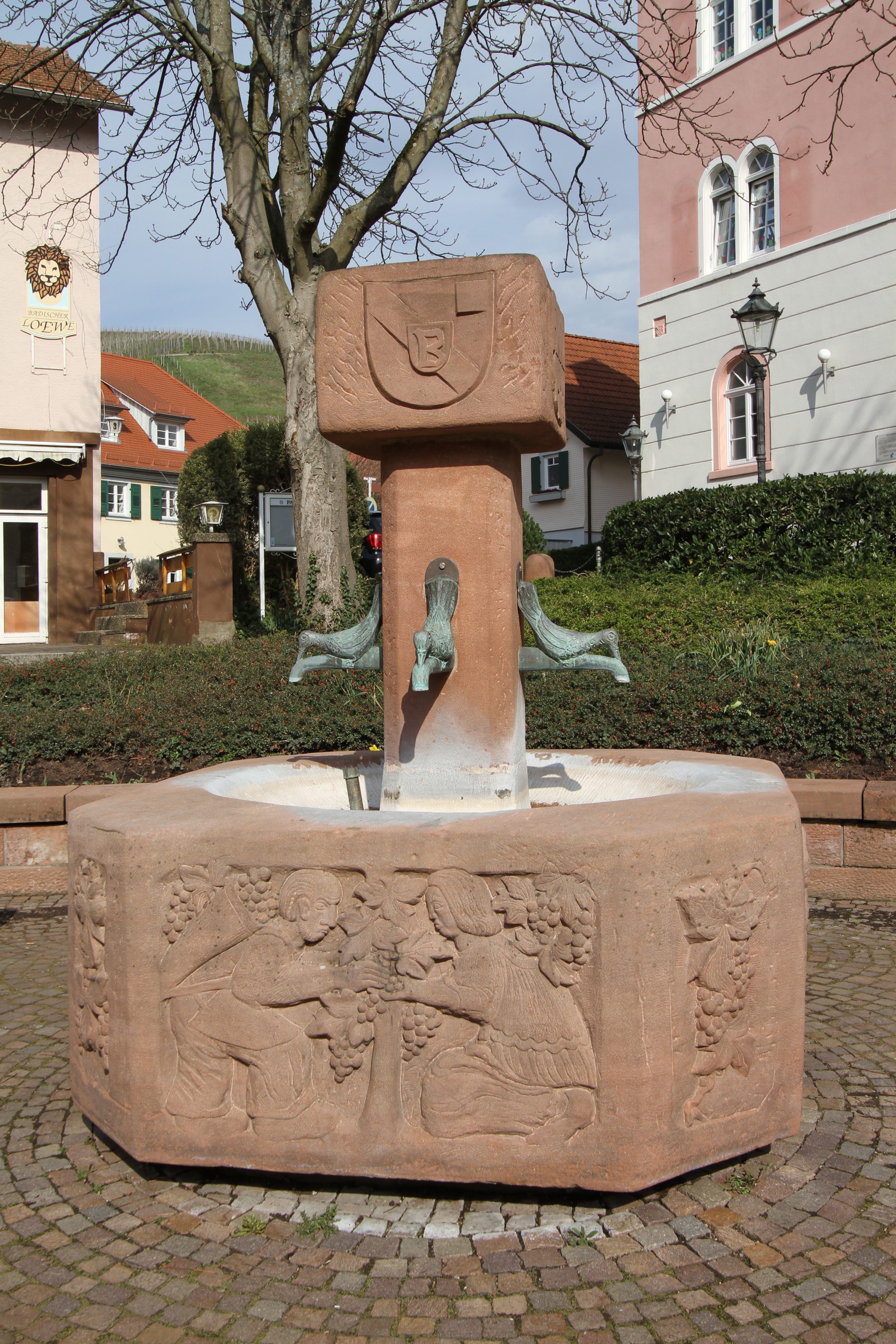
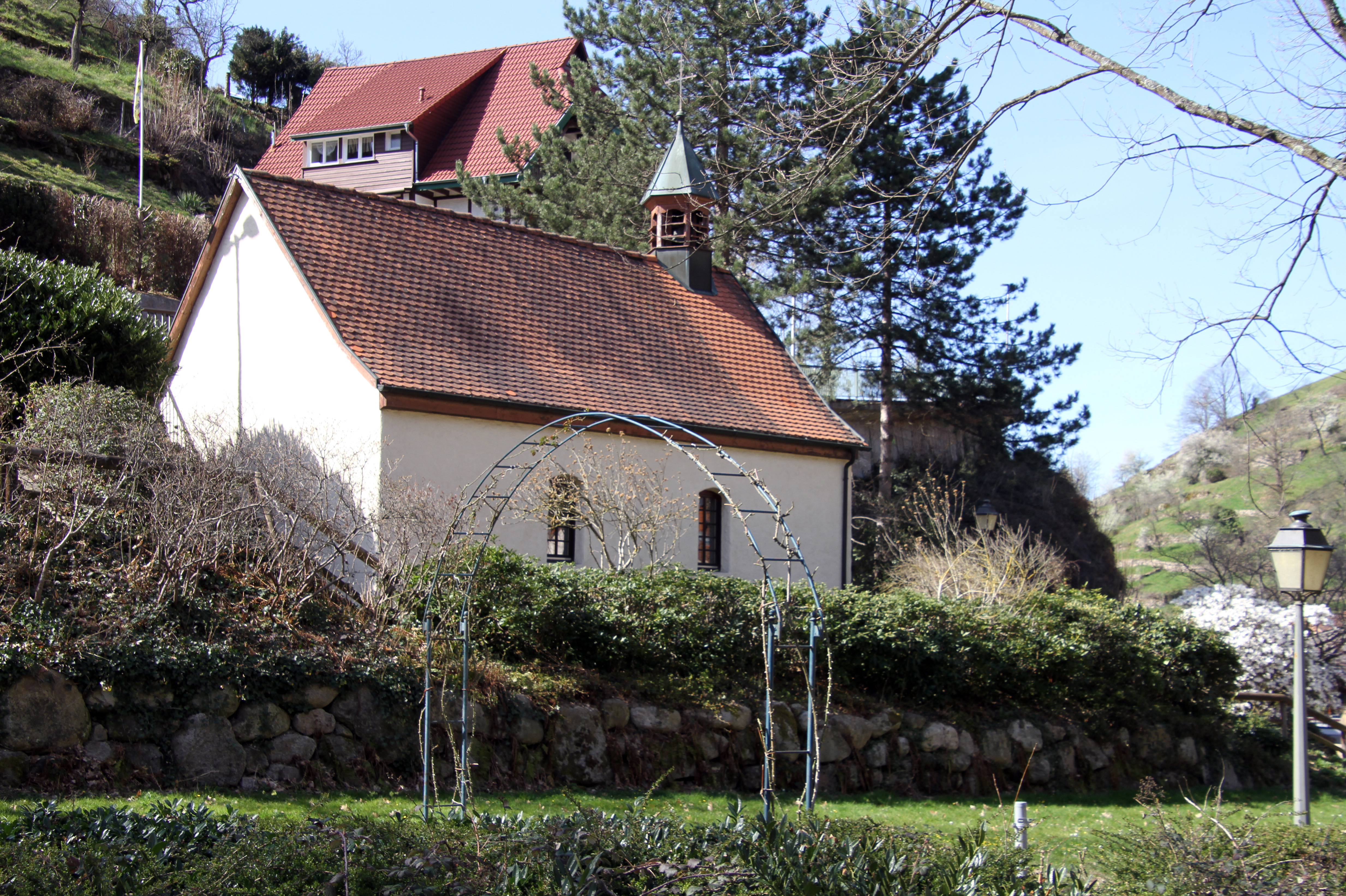
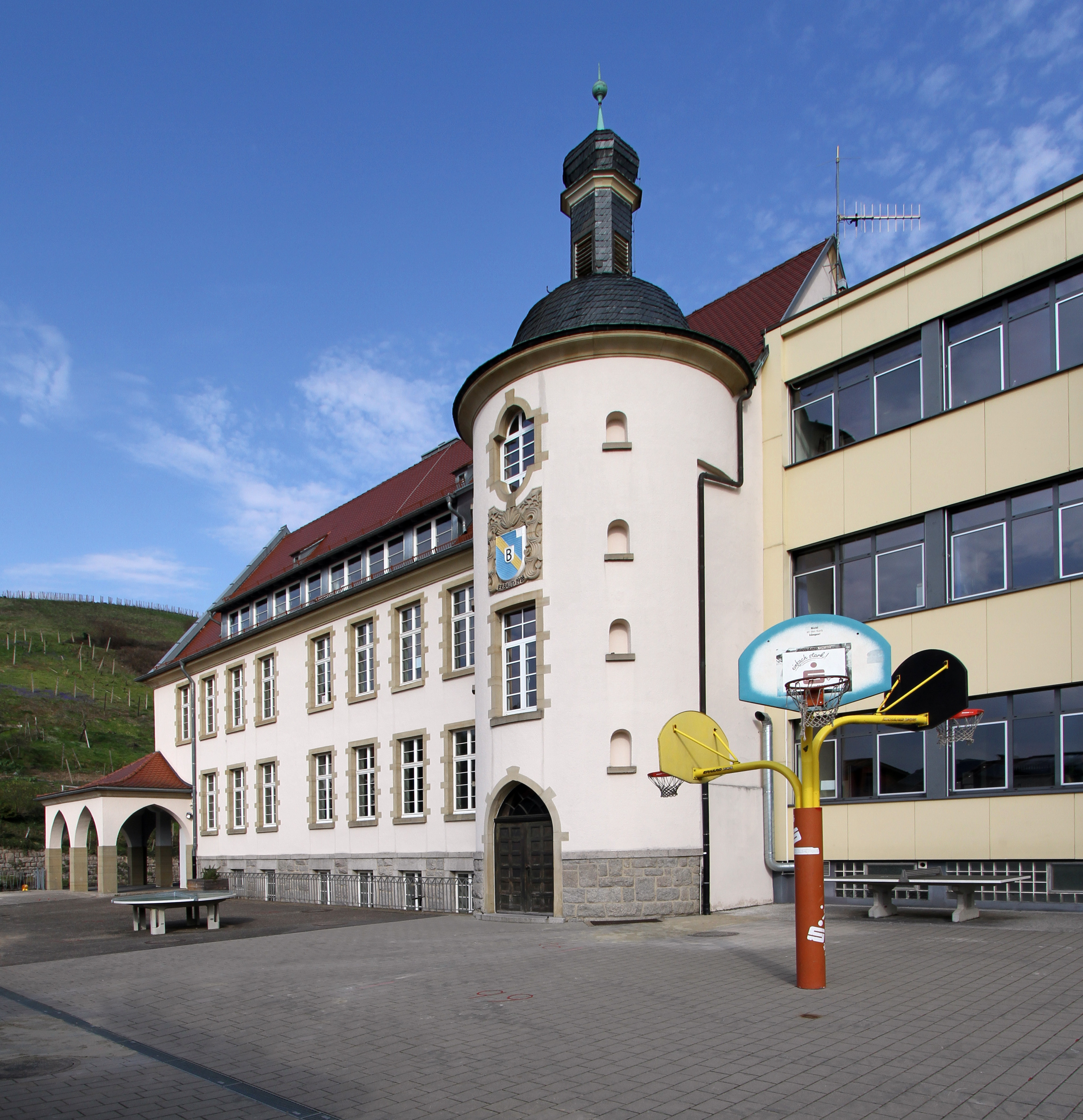
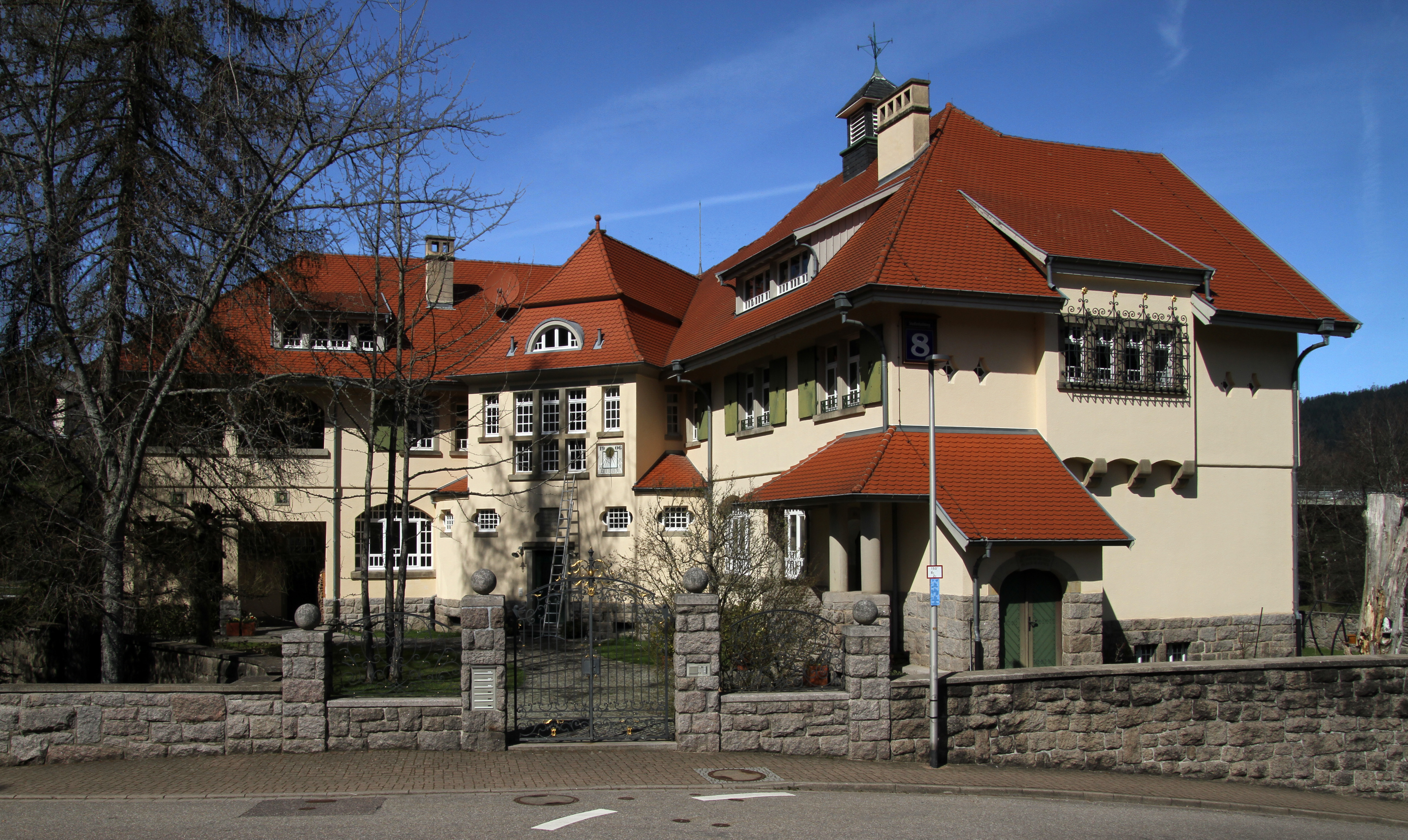
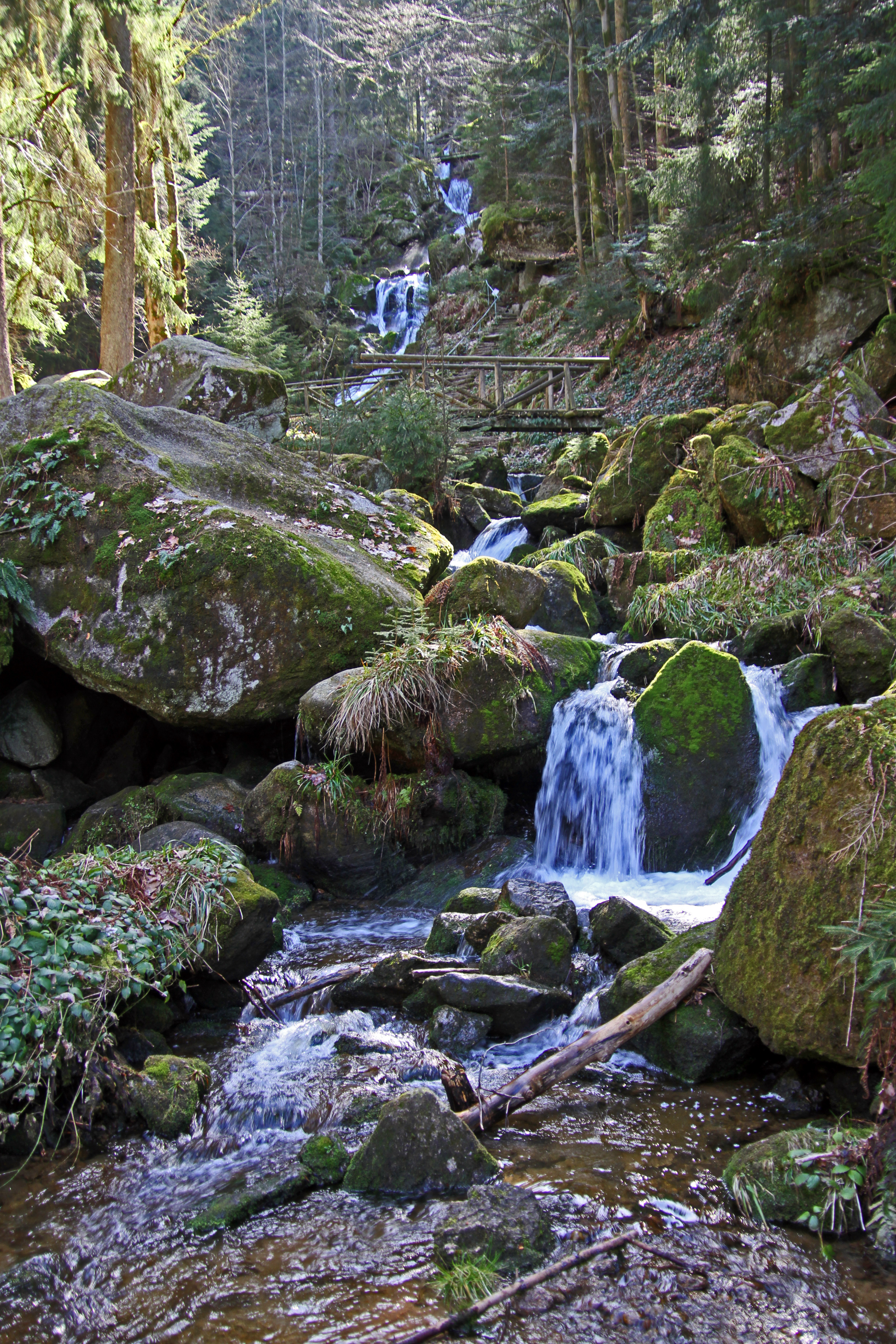